# NGC 5360
NGC 5360 = IC 958 ist eine linsenförmige Galaxie vom Hubble-Typ SB0/a im Sternbild Jungfrau auf der Ekliptik. Sie ist schätzungsweise 51 Millionen Lichtjahre von der Milchstraße entfernt und hat einen Durchmesser von etwa 25.000 Lj.
Im selben Himmelsareal befinden sich u. a. die Galaxien NGC 5317, NGC 5348, NGC 5356, NGC 5363.
Das Objekt wurde am 8. Mai 1864 vom deutschen Astronomen Albert Marth entdeckt. Der US-amerikanische Astronom Lewis A. Swift beschrieb, wahrscheinlich ohne das Wissen über die Existenz von NGC 5360, bei einer Beobachtung am 19. April 1890 die Galaxie mit „eeeF, pS, iR; seen only by glimpses“, sie wurde damit als IC 958 in den Index-Katalog aufgenommen.